# Еберсдорф-бай-Кобург
Еберсдорф-бай-Кобург (нім. Ebersdorf bei Coburg) — громада в Німеччині, розташована в землі Баварія. Підпорядковується адміністративному округу Верхня Франконія. Входить до складу району Кобург.
Площа — 26,50 км2. Населення становить 6120 ос. (станом на 31 грудня 2020).